# Toshio Suzuki (kierowca wyścigowy)
Toshio Suzuki (jap. 鈴木 利男 Suzuki Toshio; ur. 10 marca 1955 roku w prefekturze Saitama) – japoński kierowca wyścigowy.

## Życiorys

### Początki kariery
Toshio karierę rozpoczął od kartingu. Po jej zakończeniu, postanowił rozpocząć poważną karierę wyścigową, debiutując w nowo utworzonej Japońskiej Formule 3, w 1979 roku. Już w pierwszym podejściu zdobył mistrzostwo, przechodząc do historii, jako jej pierwszy triumfator.
W 1992 roku wygrał wyścig długodystansowy 24h Daytona w parze z Kazuyoshi Hoshino oraz Masahiro Masemi. W tym samym sezonie został wicemistrzem Japońskiej Formuły 3000 (obecnie Formuła Nippon).

### Formuła 1
W sezonie 1993 zastąpił w ekipie Larrousse’a Francuza, Philippe Alliota, w kończących cykl Grand Prix Japonii (12 miejsce) oraz Grand Prix Australii (16 miejsce). Był to jednak jego ostatni kontakt z najlepszą serią wyścigową świata.

### Po Formule 1
Po krótkim epizodzie w Formule 1, Japończyk startował głównie w swoim kraju, między innymi w Japońskich Samochodach Turystycznych czy SuperGT. Poza tym ponownie brał udział w Japońskiej Formule 3000, w której w 1995 roku zdobył tytuł mistrzowski.
Wielokrotnie uczestniczył również w wyścigu całodobowym, 24h Le Mans, w którym najlepszą lokatą, jaką uzyskał, było drugie miejsce (pierwsze w klasie GT) w 1999 roku.